# Jacob Holdt
Jacob Holdt (født 29. april 1947 i København) er en dansk fotograf og foredragsholder kendt for sin bog og foredrag Amerikanske billeder.

## Baggrund
Jacob Holdt har baggrund i en præstefamilie som søn af Grethe og præstefaderen Jacob Holdt, der virkede ved Grundtvigskirken i København.
I 1950 flyttede familien til landsbyen Fåborg i Sydvestjylland,
og Jacob Holdt kom til at gå i Slebsager Skole hvor lærerparret Hanne og Axel Teglgård fik betydning for ham.
Hanne Teglgårds og Jacob Holdts erindringer fra skoletiden var i 2006 baggrund for en dokumentarfilm sendt af DR, hvor Holdt fortalte at hans senere arbejde med racisme og velfærdsstaten i USA var præget af Axel Teglgårds undervisning.
Axel Teglgård fortalte også Holdt om Albert Schweitzer, hvis virke blev en inspiration for Holdt.
Jacob Holdt kom til at gå i Esbjerg Statsskole, men blev smidt ud i 2.g.
Han var medlem af Konservativ Ungdom.
Holdt gjorde militærtjeneste hos Den Kongelige Livgarde, men blev også der smidt ud.
Efter Livgarden kom han på Krogerup Højskole, hvor blandt hans undervisere var Ole Wivel og Erik Knudsen.
Erik Knudsens digtsamling Blomsten og Sværdet var blandt de få ejendele han rejste rundt med, da han senere vagabonderede i USA.
Holdt begik sin egen engelske oversættelse af bogen.
Han har to børn med sin kone Vibeke Rostrup Bøyesen.
Sønnen Daniel er fulgt i farens forspor som blaffer, med rejser gennem USA, Tyrkiet, Iran, Pakistan og Kina.

## Amerikanske Billeder
Holdt var oprørt over Vietnamkrigen og ønskede at støtte Chiles Salvador Allende. Hans plan var at rejse til Chile via Canada og USA.
Men da han rejste igennem USA stødte han på uretfærdighed og fattigdom, og han ændrede sine planer.
Så fra 1971 til 1975 rejste Jacob Holdt gennem USAs fattigste og rigeste kvarterer, men besøgte også USAs middelklasse. Med sit Canon Dial 35-2 kamera dokumenterede han sine indtryk.
Da Holdt ankom til USA havde han blot 40 dollars. Han finansierede sin rejse ved at donere blod to gange om ugen for 5 dollars og ved til tider at leve spartansk af kattemad og under broer.
I perioden boede han hos 381 familier og rejste over 160.000 kilometer.
Blandt de mange ganske usædvanlige billeder ses sorte amerikanere, kyssende i fængsler, som heroinmisbruger, en pusher, mordofre, en hvid familie med far, mor og børn der fremviser deres våbensamling,
nøgne, samlejer, tiggere, hjemløse, en nazist heilende i hjemmet og Ku Klux Klan-medlemmer med et brændende kors.
Under sit ophold i USA blev Holdt gift med Annie Rush Holdt, en sort amerikansk kvinde. Parret blev senere separeret.

### Bogen
Holdt kom tilbage til Danmark i 1975, hvor han kontaktede Dagbladet Informations journalist Jørgen Dragsdahl og viste ham sin samling på ca. 15.000 fotografier fra sin USA-rejse.
Dragsdahl bragte en række billeder i Information.
Der var tale om en stort opsat artikel på fire sider, lørdag den 17. april 1976.
Artiklen skabte kontrovers blandt medarbejderne på Information, da nogle fandt at billederne ikke var seriøse nok til avisen.
I 1977 udgav Informations Forlag så en bog under samme titel med et udvalg af fotografierne.
Holdt skrev i bogens forord, at hans mål med bogen var at overvinde samfundsmæssige misforståelser som racisme og fattigdom. Bogen var tilegnet Cubas kommunistiske præsident, Fidel Castro, som Holdt omtalte som ”romantikeren, idealisten, filosoffen og især pragmatikeren Fidel Castro”.
Den i 1977 udgivne bog vakte stor opmærksomhed i USA og Europa.
I Danmark var den i 1978 solgt i 44.000 eksemplarer, og
i Tyskland blev første oplag på 12.000 bøger solgt på blot tre dage.
En påstand om at bogen udkom i 3,5 millioner eksemplarer i USA er bestridt.
Også for Informations Forlag betød Amerikanske Billeder en omvæltning. Før havde forlaget mest udgivet medarbejdernes bøger uden særlig fortjeneste. Holdts bog betød først store trykkeriudgifter på grund af de mange billeder, men siden en stor indtjening, så forlagsvirksomheden kunne udvides.

### Forevisninger
Parallelt med udgivelse af billederne i Information og i bogform, begyndte Jacob Holdt at rejse rundt med et lysbilledforedrag med baggrund i sine amerikanske fotografier.
Den første visning i København foregik i Huset i Magstræde mandag den 26. april 1976, en uge efter udgivelsen af Informations artikel. Det var også Information der stod som arrangør på både denne og de efterfølgende forevisninger i Århus, Odense og Aalborg ugen efter.
Jacob Holdt har været yderst aktiv med sit lysbilledforedrag.
En opgørelse fra 1988 viste, at lysbilledforedraget på det tidspunkt var blevet hørt og set af 145.000 tilskuere i USA alene.
Hans foredrag varer normalt to gange to timer og indeholder 3.000 billeder.
I 2005 blev det vist årligt på de amerikanske universiteter Harvard og Stanford.
Holdt rejser stadig rundt i USA og Europa med sit lysbilledforedrag, der lige som bogen hedder Amerikanske billeder.
I 2009 havde det været vist 6.500 gange i 14 lande.
Ud over bogen og forevisningerne kom billederne også ud gennem to parallelle dokumentarfilm, American pictures I og American pictures II fra 1981.

## Kritik
Adskillige elementer i og omkring bogen og Holdts beretninger er blevet draget i tvivl af Weekendavisen i en artikelserie fra 2015.
Holdt har på sit websted taget til genmæle mod anklagerne. Han skriver at det hele er "baseret på grundløse anklager, manipulationer og direkte Trump-agtige løgne fra avisen side" og beskriver i detaljer, hvordan hans syn på anklagerne er.

### Holdts rejse til USA
Ifølge Weekendavisen skrev Holdt i den første udgave af Amerikanske Billeder (1977), at han tog til Canada for at arbejde på en gård for en familie, han havde mødt i København. Han havde, ifølge Weekendavisen, ingen forestilling om USA, andet end som ”et kedeligt hvidt land. At der også var negre og andre farvede tror jeg egentlig aldrig var gået op for mig.” Af eventyrlyst ville han rejse til Mellemamerika, men kom aldrig videre end til USA.
I 1992-udgaven udtrykkes det, ifølge Weekendavisen, at den unge Jacob Holdt allerede var bevidst om de sortes kamp i Sydafrika og USA, som han, ifølge 1992-udgaven, havde skrevet rapporter om i skolen, og som han måske ubevidst var blevet kaldet til ved at se ”et stort smukt portræt af en sort kvinde” på Brugsen over for kirken i barndomsbyen Agerbæk.
Ifølge Weekendavisen og en tale holdt af Jacob Holdt på Jørgen Dragsdahls 50-års fødselsdag, tog Holdt dog til USA på foranledning af netop Dragsdahl, som var engageret i De Sorte Panteres kamp i USA, hvilket Dragsdahl også søgte at engagere andre i, ikke mindst hos Venstresocialisterne. Ifølge Weekendavisen fik Dragsdahl overbevist Jacob Holdt om, ”at det var i Amerika, den virkelige ”globale” kamp for retfærdighed foregik”, og Holdt drog derefter, ifølge Weekendavisen, til De Sorte Panteres hovedkvarter i San Francisco og begyndte at tage billeder for dem til deres kamp.[kilde mangler]

### Bogens tilblivelse
Weekendavisen mener, at Holdts beskrivelser af, hvordan bogen blev til, er modstridende.
I 1977 gjorde Jacob Holdt ifølge Weekendavisen "et stort nummer ud af", at bogen ”altså er helt personlig” og et produkt fra hans egen hånd. Til Politiken samme år udtalte Holdt, ifølge Weekendavisen, at ”normalt har jeg svært ved at formulere mig skriftligt, men her flød det blot i en lind strøm.”
Senere uddybede han, ifølge Weekendavisen, at man havde måttet ”indkalde Kirsten Thorup og en hel hær af sprogeksperter til at få et læseværdigt manuskript ud af det dengang.” I 1992-udgaven af bogen stod der, at Kit Fennestad i 1977 havde haft ”frie hænder til at fortolke mine følelser” i layout og udvalg af billeder. I samme udgave nævnte Holdt, at fotograf Jan Steenwijk havde hjulpet ham med at lave Amerikanske Billeder. Dette opfattede Weekendavisen som værende i modstrid med de tidligere beskrivelser.[kilde mangler]

### Wounded Knee
Ifølge Weekendavisen påstod Holdt i sin bog, at han aktivt havde deltaget i kampene i indianerreservatet Wounded Knee i 1973, hvor kuglerne angiveligt, ifølge Weekendavisen, skulle have "fløjet om ørene på ham", mens han, igen ifølge Weekendavisen, "deltog i kampe med FBI". I 2015 skrev Weekendavisen, at Holdt først ankom til reservatet to dage efter, at de sidste skudvekslinger havde fundet sted.
Holdt har efterfølgende afvist Weekendavisens påstande og beskrevet i detaljer, hvad der faktisk skete, og at der er tale om en mistolkning fra Weekendavisens side og ikke en løgn fra hans side. Holdt mener, at det er Weekendavisen, der lyver.

### Hospital i Afrika
Weekendavisen påstod i 2015, at Holdt gennem flere årtier talte usandt, da han sagde, at indtægterne fra bogen og lysbilledshowet 'Amerikanske billeder' var blevet brugt til et afrikansk hospital. I virkeligheden fandtes hospitalet ifølge Weekendavisen slet ikke, og Weekendavisen mener, at en stor del af de penge, som Holdt gennem sin fond skulle have givet, i stedet gik til at finansiere Holdts egne udgifter, selskaber og filmprojekter.
Holdt afviser selv disse påstande og har på sin website sin egen beskrivelse af, hvordan tingene hænger sammen.

### Holdts Afrika-fond
Holdt har, ifølge Weekendavisen, i årevis sagt, at indtjeningen fra bogen og lysbilledshowet Amerikanske Billeder er gået til humanitært arbejde i Afrika; ifølge Weekendavisen har han sagt: ”Jeg har brugt alle indtægterne fra Amerikanske Billeder på u-landsbistand i Afrika”. Weekendavisen påstår, at kun en begrænset del af indtægterne gik til fonden, og at størstedelen gik til Holdts egne selskaber og projekter. Weekendavisen påstod, at Holdt, i strid med loven, trak skattefri penge ud til sig selv, ligesom at fonden købte Holdts andel i et anpartsselskab, som man forinden havde lånt 360.000 kroner, hvorefter man nedskrev værdien af selskabet til 1 krone. Fondens bestyrelse bestod, ifølge Weekendavisen, desuden kun af Holdts nære familie og venner, hvilket ifølge Weekendavisen ville være i strid med loven, ligesom fonden ifølge Weekendavisen blev nedlagt og dens midler overført til et amerikansk selskab, kontrolleret af Holdt, hvilket ligeledes, ifølge Weekendavisen, ville være i strid med loven.
Holdt har efterfølgende afvist disse anklager og har på sit websted en detaljeret forklaring på, hvad der skete.

### Charles Smith
I Amerikanske Billeder kan man læse om en Charles Smith, der påstod at være 134 år samt at han som barn var blevet ført som slave fra Afrika til USA. Ifølge Weekendavisen videregav Holdt disse påstande "ukritisk".
Holdt har på sit websted taget til genmæle og nøje beskrevet omstændighederne omkring dette med henvisning til New York Times.
Da Charles Smith døde i 1979 skrev New York Times at amerikanske myndigheder havde verificeret dokumenter der støttede Smiths påstand.
En bryllupsattest fik dog Guiness Book of World Records til at revidere Smiths alder til 109 år.

## Kontakt til KGB
Jacob Holdts påkaldte sig den sovjetiske efterretningstjeneste KGB's opmærksomhed, da de var interesseret i at rette den vestlige offentligheds blik mod præsident Jimmy Carters kampagne for menneskerettigheder, og væk fra en kritik af Sovjetunionen.
De mente at Holdt kunne udnyttes til kritik af USA.
KGB-officeren Nikolaj Petrovitj Gribin fik til opgave at rekruttere Holdt og de to mødtes første gang i sommeren 1976.
Senere blev Holdt registreret som agent hos KGB med kodenavnet PRIST, og Oleg Gordijevskij betegnede ham senere som en "førsteklasses indflydelsesagent". Holdt havde flere gange tredjelandemøder med KGB-officerer, ligesom han ifølge Mitrokhin-arkivet modtog 120.000 kroner til brug for sit arbejde.
Holdt var god ven med Stasi-agenten Jörg Meyer. Da Meyer blev dømt for spionage forsøgte KGB forgæves at få Holdt til at opgive kontakten med Meyer, men Holdt besøgte Meyer i fængslet, og fik Meyer til at give sig i kast med at få Amerikanske Billeder udgivet i Tyskland samt hjælpe Holdt med flere andre opgaver.
Politiets Efterretningstjeneste (PET) havde også øje for Holdt, idet man gennem dobbeltagenten Oleg Gordijevskij fik information om sovjetiske indflydelsesagenter i Danmark.
I oktober 1985 efter Gordijevskijs afhopning udfærdigede PET-medarbejdere et notat hvor det hed, at Holdts kontakt til KGB var strafbar i henhold til Straffelovens §108, men der blev aldrig rejst nogen tiltale.
Om beslutningen for ikke at retsforfølge skrev PET Kommissionen:
| „ | Et centralt problem med at føre sådanne sager er netop, at det kan være svært at bevise det fornødne strafferetlige forsæt, når det materiale, der ligger til grund for sigtelsen, i vid udstrækning bygger på formodninger. Antagelig har interessen for en omfattende retsforfølgning været mere kølig i PET's ledelse, hvor man havde større forståelse for de mulige juridiske implikationer. | “ |

## Senere arbejde
Udover successen Amerikanske Billeder har Jacob Holdt også udviklet forevisningen Indianere og bønder i Bolivia, som han har rejst rundt med.
En rejse i 2003 med Rikke Marott blandt Ku Klux Klan og massemordere resulterede i Marotts bog Med Jacob Holdt i Amerika fra 2012.
I de senere år har han rettet blikket mod racismen han ser i Danmark.
I 2012 vistes DR's tv-serie Pind og Holdt i USA hvor politikeren Søren Pind og Holdt som et umage par rejste rundt i USA med et filmhold.
Blandt andet tog Holdt Pind med i ghettoområder Holdt havde fotograferet tilbage i 1970'erne, og Pind tog Holdt med til en republikansk fundraiser-middag.
I 2013 blev seks nye programmer sendt.
Disse programmer problematiserede skoleskyderiet i Newton, amerikanernes forhold våben, illegale immigranter, latinificering, narkotika, abort og lobbyisme.
I afsnittet om lobbyisme kaldte Holdt sig for lobbyist for de fattige.
Holdts tilgang har inspireret Özlem Cekic til hendes såkaldte "dialogkaffe".

## Sammenligninger

### Andre sociale fotografer
Holdts dokumentering af fattige amerikanere er blevet sammenlignet med Jacob Riis, en anden berømt dansk fotograf, der også arbejdede blandt de fattigste i USA. Bogen Amerikanske Billeders parallel er Riis' How the other half lives udgivet i 1890. Holdt har selv kommenteret på Riis' fotografier og den måde de bliver set på i dag, hvor Riis bliver anset som "håbets fotograf" skildrende en midlertidig fattigdom hos hvide immigranter der ville kunne bryde ud af fattigdommen og realisere den amerikanske drøm. Deroverfor ser Holdt nutidens permanente underklasse, der ikke har mulighed for at realisere drømmen, og peger i stedet for på en anden markant dansk-amerikansk fotograf, Peter Sekaer, som den første der beskæftigede sig med den sorte underklasse.

### Jesus
Flere skribenter har bemærket at Jacob Holdt "i sin udstråling og sit udseende minder om en Jesus-skikkelse".
Ved udgivelse af bogen Amerikanske Billeder i 1977 skrev anmelderen Thomas Bredsdorff: "Hvis ikke Holdt er en upåagtet reinkarnation af Jesus, er han i hvert fald det mest evangeliske menneske, jeg endnu har været ude for."
Det var en karakteristik der irritererede Holdt grænseløst. Den daværende chefredaktør for Alt for damerne, Camilla Frank, skrev på lederplads, at der var "lidt meget Jesus" over Holdt og at hans foredragsturne næsten var en "vækkelsesbevægelse",
og til hans lysbilledshow har han fået spørgsmålet: "Er du Jesus?".
Selv har Holdt forklaret: "Nej, Jesus gik uden om Samaria - jeg går ind i ghettoerne. Men jeg sympatiserer meget med hans budskab om, at vi, der har fået kærlighed i overflod, skal give den videre til dem, som ingen kærlighed har fået".

## Hædersbevisninger
Jacob Holdt modtog i 2009 Fogtdals Fotografprisers hæderspris på 250.000 kroner. I begrundelsen for tildelingen hed det blandt andet:
"Jacob Holdt får først og fremmest dette hæderslegat, fordi han har præsteret at gøre meget af det som hans forgænger Jacob A. Riis gjorde: At benytte fotografiet til et middel for meningsdannelse."

## Biografi
- 1950 flytter han med sine forældre til landsbyen Fåborg nordøst for Esbjerg.
- 1953 -1960 går han i Slebsager skole.
- 1965 går han ud af 2. g i Esbjerg Statsskole og kommer på Krogerup Højskole.
- 1967 kasseres han efter 8 måneders militærtjeneste.
- 1968-70 går han på studenterkursus og udøver politisk aktivisme vedrørende Vietnam og den tredje verden.
- 1971 begynder han at vagabondere i USA.
- 1972-75 blaffer han 160.000 km rundt i USA's ghettoer og finansierer fotografering og rejse gennem salg af blodplasma to gange ugentligt.
- 1976 vender han hjem til Vestjylland, laver første show i Vestjylland og senere i København.
- 1982 rejser han tværs gennem USA og 8.000 km gennem Afrika for at finde egnede bistandsprojekter, som han vil støtte.
- 1987 begynder han sine racismeworkshopper i de danske skoler.
- 1997 begynder han efter 6.500 forevisninger at trappe sine turneer ned i USA.